# Белт, Сильвестр
Сильвестрас Белте (лит. Silvestras Beltė; род. 26 ноября 1997 года), более известный как Сильвестр Белт — литовский певец и автор песен. Представитель Литвы на конкурсе песни «Евровидение-2024» с песней «Luktelk», занял 14 место.

## Ранние годы
Белте родился в Каунасе (Литва). В четыре года у него появился интерес к музыке, и он начал посещать музыкальную школу. После окончания учёбы продолжил обучение в консерватории имени Юозаса Груодиса в Каунасе.
В 2019 году окончил Вестминстерский университет в Лондоне по специальности «Коммерческое музыкальное исполнение». После окончания университета начал работать в салоне красоты. В январе 2021 года вернулся в Литву, где подписал контракт со звукозаписывающей компанией; первоначально он намеревался вернуться в Лондон, но не смог из-за карантинных ограничений.

## Карьера
В 2010 году Белте принял участие в Vaikų Eurovizijos nacionalinė atranka, литовском отборе на Детское Евровидение 2010. Он исполнил песню «Pi-pa-po» и вышел в финал, позже заняв 8-е место из 12 финалистов.
В 2017 году, после того как его сестра посоветовала ему подать заявку, Белте принял участие и позже выиграл литовское реалити-шоу Aš – superhitas (Я – суперхит). После победы переехал из родного города в Вильнюс, где позже выпустил свой дебютный сингл «Noise». Вскоре после победы в шоу работал за кулисами телешоу 2 Barai, литовского аналога реалити The Bar. В следующем году участвовал в шестом сезоне X Faktorius, литовской версии The X Factor, откуда выбыл на четвёртой неделе.
19 декабря 2023 года стало известно, что Белте будет участвовать в Eurovizija.LT, национальном отборе Литвы по отбору заявки страны на конкурс песни «Евровидение-2024» с песней «Luktelk». Он выступил в первом полуфинале, который выиграл, выйдя в финал. Затем Сильвестр победил в финале отбора, получив право представлять страну на «Евровидении».
29 марта 2024 года несколько участников, в том числе Сильвестр Белт, опубликовали совместное заявление, призывающее к «немедленному и прочному прекращению огня» в Газе, а также «безопасному возвращению всех заложников».

## Музыкальный стиль
Белте описывает свою музыку как преимущественно поп с некоторыми влияниями электронной музыки, рейва и техно.

## Личная жизнь
Белте открытый бисексуал, он совершил каминг-аут в 2017 году.

## Дискография

### Синглы

#### Как главный исполнитель
| Название | Год  | Высшая позиция в чарте | Альбом/EP           |
| Название | Год  | LTU                    | Альбом/EP           |
| --- | ---- | ---------------------- | ------------------- |
| «Pi-Pa-Po» | 2010 | *                      | Внеальбомные синглы |
| «Noise» | 2017 | *                      | Внеальбомные синглы |
| «Tave radau» | 2017 | *                      | Внеальбомные синглы |
| «Enough 4 U» | 2020 | —                      | Внеальбомные синглы |
| «Ar dar matai» | 2022 | 48                     | Внеальбомные синглы |
| «Vidury naktų» | 2023 | —                      | Внеальбомные синглы |
| «Luktelk» | 2024 | 1                      | Внеальбомные синглы |
| «—» обозначает сингл, который не попал в чарты или не был выпущен на этой территории. «*» означает, что в то время чарта не существовало. |      |                        |                     |

#### Как приглашённый исполнитель
| Название                                                                              | Год  | Высшая позиция в чарте | Альбом/EP              |
| Название                                                                              | Год  | LTU                    | Альбом/EP              |
| ------------------------------------------------------------------------------------- | ---- | ---------------------- | ---------------------- |
| «My Drug» (Romen Jewels при участии Silvester Belt)                                   | 2018 | —                      | Внеальбомный сингл     |
| «Drugiai» (Jessica Shy при участии Silvester Belt)                                    | 2022 | 73                     | Apkabinti prisiminimus |
| «—» обозначает сингл, который не попал в чарты или не был выпущен на этой территории. |      |                        |                        |